# Marcello (usurpatore)
Marcello (latino: Marcellus; ... – 366) è stato un militare romano, sostenitore dell'usurpatore Procopio e brevemente usurpatore egli stesso.
Esistono due versioni della sua usurpazione, una riportata da Ammiano Marcellino, storico suo contemporaneo, e una contenuta nell'opera di Zosimo, che visse all'inizio del VI secolo.

## Versione di Ammiano Marcellino
Secondo Ammiano, Marcello era parente di Procopio, di cui divenne protector nel 365 quando questi si ribellò contro l'imperatore Valente. Procopio lo incaricò di difendere la città di Nicea; quando l'usurpatore fu sconfitto e ucciso da Valente, Marcello uccise Sereniano, che era stato catturato da Procopio a Cizico dove custodiva il tesoro di Valente con cui pagare le truppe (xxvi.8.6—11), e poi conquistò Calcedonia.
Procopio aveva basato la sua usurpazione sul proprio legame con la dinastia costantiniana e sulla collaborazione ottenuta da alcune popolazioni barbare; Marcello, essendo imparentato con Procopio, pensò di poter sfruttare la stessa influenza, come pure l'alleanza con le tribù gote, e si proclamò imperatore.
Il magister militum di Valente, Equizio, una volta venuto a conoscenza della morte di Procopio, attaccò Marcello, catturandolo; dopo qualche giorno, Marcello e alcuni dei suoi collaboratori furono giustiziati.

## Versione di Zosimo
Secondo Zosimo, Marcello fu inviato da Procopio da Costantinopoli in Bitinia, a neutralizzare il contingente di cavalleria sotto il comando di Sereniano, il quale occupò Cizico. Assediando e catturando la città, Marcello obbligò Sereniano alla fuga, ma, inseguitolo in Lidia, lo uccise.
Dopo la morte di Procopio, Valente catturò Marcello. Secondo la ricostruzione di Zosimo, confermata da Giovanni di Antiochia, Marcello fu sospettato di aver tentato l'usurpazione: Valente ritrovò infatti in suo possesso una veste imperiale che gli aveva dato Procopio e decise quindi di ucciderlo assieme alla sua famiglia e ai suoi collaboratori.

### Fonti primarie
- Ammiano Marcellino, Storie, xxvi.10.1—5.
- Giovanni di Antiochia, frammento 184.2
- Zosimo, Storia nuova, iv.6.3—5, iv.8.3—4.

### Fonti secondarie
- Banchich, Thomas, "Marcellus (366 A.D.)", De Imperatoribus Romanis
- Jones, Arnold Hugh Martin, John Robert Martindale, John Morris, The Prosopography of the Later Roman Empire, Cambridge University Press, 1992, ISBN 0521072336, p. 551.